# Llista de topònims de Puig-reig
Montmajor
Llista de topònims (noms propis de lloc) del municipi de Puig-reig, al Berguedà
Informació actualitzada per un bot. Els canvis manuals es perdran quan s'actualitzi!

## casa
| imatge | Nom                     | Ubicat a  | instància de | Detalls                                | coordenades                                                                                                | Protecció                                  | Commons (més fotos)                | Dades a WD                    |
| ------ | ----------------------- | --------- | ------------ | -------------------------------------- | --- | ------------------------------------------ | ---------------------------------- | ----------------------------- |
|        | Torre Nova de cal Pons  | Cal Pons  | casa         | Estil: historicisme arquitectònic 1897 | 41° 57′ 54″ N, 1° 53′ 02″ E / 41.965°N,1.88381°E ca:Bosquet de Cal Pons s/n, Colonia Pons, 08692-Puig-reig |                                            | Torre Nova de cal Pons (Puig-reig) | Modifica les dades a Wikidata |
|        | Torre Vella de cal Pons | Cal Pons  | casa         | Estil: historicisme arquitectònic 1885 | 41° 57′ 57″ N, 1° 53′ 04″ E / 41.9659°N,1.88452°E ca:Bosquet de Cal Pons s/n                               |                                            | Cal Pons                           | Modifica les dades a Wikidata |
|        | Torre de Cal Casas      | Puig-reig | casa         | 20th century                           | 41° 58′ 34″ N, 1° 52′ 54″ E / 41.9762°N,1.88154°E Cal Casas                                                | bé integrant del patrimoni cultural català | Torre de Cal Casas (Puig-reig)     | Modifica les dades a Wikidata |
|        | Torre de Cal Prat       | Puig-reig | casa         | Estil: arquitectura eclèctica          | 41° 59′ 15″ N, 1° 53′ 14″ E / 41.987431°N,1.88714°E                                                        | bé integrant del patrimoni cultural català | Cal Prat (Puig-reig)               | Modifica les dades a Wikidata |
|        | Torre de l'Amo          | Puig-reig | casa         | Estil: arquitectura popular            | 41° 54′ 30″ N, 1° 52′ 58″ E / 41.9083°N,1.88264°E                                                          | bé integrant del patrimoni cultural català | L'Ametlla de Merola                | Modifica les dades a Wikidata |

## castell
| imatge | Nom                  | Ubicat a  | instància de | Detalls                                          | coordenades                                                              | Protecció                                            | Commons (més fotos)  | Dades a WD                    |
| ------ | -------------------- | --------- | ------------ | ------------------------------------------------ | ------------------------------------------------------------------------ | ---------------------------------------------------- | -------------------- | ----------------------------- |
|        | Castell de Merola    | Puig-reig | castell      | Estil: arquitectura romànica                     | 41° 55′ 53″ N, 1° 52′ 17″ E / 41.9313°N,1.8714°E                         | bé d'interès cultural bé cultural d'interès nacional | Castell de Merola    | Modifica les dades a Wikidata |
|        | castell de Puig-reig | Puig-reig | castell      | Estil: arquitectura romànica arquitectura gòtica | 41° 58′ 17″ N, 1° 52′ 56″ E / 41.97127°N,1.8822°E ca:El Castell 475 msnm | bé d'interès cultural bé cultural d'interès nacional | Castell de Puig-reig | Modifica les dades a Wikidata |

## colònia industrial
| imatge | Nom       | Ubicat a  | instància de                                    | Detalls                                                       | coordenades                                                               | Protecció                                  | Commons (més fotos)   | Dades a WD                    |
| ------ | --------- | --------- | ----------------------------------------------- | ------------------------------------------------------------- | ------------------------------------------------------------------------- | ------------------------------------------ | --------------------- | ----------------------------- |
|        | Cal Casas | Puig-reig | colònia industrial                              | 1869                                                          | 41° 58′ 34″ N, 1° 52′ 54″ E / 41.97618°N,1.88154°E                        |                                            | Cal Casas (Puig-reig) | Modifica les dades a Wikidata |
|        | Cal Riera | Puig-reig | colònia industrial entitat singular de població | Estil: arquitectura popular historicisme arquitectònic 63 hab | 41° 55′ 52″ N, 1° 52′ 47″ E / 41.9311°N,1.87966°E ca:C-16, km 77 421 msnm | bé integrant del patrimoni cultural català | Cal Riera (Puig-reig) | Modifica les dades a Wikidata |

## edifici
| imatge | Nom                                      | Ubicat a  | instància de                   | Detalls                                      | coordenades                                                                                          | Protecció                                  | Commons (més fotos)                       | Dades a WD                    |
| ------ | ---------------------------------------- | --------- | ------------------------------ | -------------------------------------------- | --- | ------------------------------------------ | ----------------------------------------- | ----------------------------- |
|        | Casino teatre de la colònia de Cal Vidal | Puig-reig | edifici                        | Estil: noucentisme                           | 41° 56′ 39″ N, 1° 52′ 50″ E / 41.944286°N,1.880565°E                                                 | bé integrant del patrimoni cultural català | Colònia Vidal                             | Modifica les dades a Wikidata |
|        | Escola de la colònia de Cal Vidal        | Puig-reig | edifici                        | Estil: noucentisme                           | 41° 55′ 47″ N, 1° 52′ 49″ E / 41.92972°N,1.880189°E                                                  | bé integrant del patrimoni cultural català | Colònia Vidal                             | Modifica les dades a Wikidata |
|        | Estació de Cal Vidal                     | Puig-reig | edifici estació de ferrocarril | Estat: bon estat                             | 41° 56′ 32″ N, 1° 52′ 40″ E / 41.94211°N,1.8777°E ca:C-1411, quilòmetre 78,2, 08692-Puig-reig        |                                            |                                           | Modifica les dades a Wikidata |
|        | Fàbrica de filats i teixits de Cal Vidal | Puig-reig | edifici                        | Estil: arquitectura popular                  | 41° 56′ 40″ N, 1° 52′ 54″ E / 41.94446°N,1.881699°E                                                  | bé integrant del patrimoni cultural català | Fàbrica de filats i teixits de Cal Vidal  | Modifica les dades a Wikidata |
|        | Rectoria                                 | Puig-reig | edifici                        | Estil: arquitectura popular                  | 41° 58′ 15″ N, 1° 52′ 53″ E / 41.970774°N,1.88132°E                                                  | bé integrant del patrimoni cultural català | Sant Martí de Puig-reig                   | Modifica les dades a Wikidata |
|        | Teatre de l'Ametlla de Merola            | Puig-reig | edifici                        | 1902                                         | 41° 54′ 29″ N, 1° 53′ 02″ E / 41.907968°N,1.883795°E ca:Plaça del Teatre, 08672- L'Ametlla de Merola | bé cultural d'interès local                | Teatre de l'Ametlla de Merola (Puig-reig) | Modifica les dades a Wikidata |
|        | la Granota                               | Puig-reig | edifici                        | Estil: arquitectura popular Estat: bon estat | 41° 55′ 17″ N, 1° 52′ 58″ E / 41.92152°N,1.88289°E ca:La Ganota                                      |                                            |                                           | Modifica les dades a Wikidata |

## entitat singular de població
| imatge | Nom                 | Ubicat a  | instància de                                    | Detalls                                          | coordenades                                                                                               | Protecció                                  | Commons (més fotos) | Dades a WD                    |
| ------ | ------------------- | --------- | ----------------------------------------------- | ------------------------------------------------ | --- | ------------------------------------------ | ------------------- | ----------------------------- |
|        | Cal Marçal          | Puig-reig | entitat singular de població colònia industrial | 1880 133 hab                                     | 41° 57′ 25″ N, 1° 52′ 43″ E / 41.9569°N,1.87871°E 430 msnm                                                | bé integrant del patrimoni cultural català | Cal Marçal          | Modifica les dades a Wikidata |
|        | Cal Pons            | Puig-reig | entitat singular de població colònia model      | 114 hab                                          | 41° 57′ 56″ N, 1° 53′ 06″ E / 41.9656°N,1.88508°E 430 msnm                                                | bé cultural d'interès nacional             | Cal Pons            | Modifica les dades a Wikidata |
|        | Cal Vidal           | Puig-reig | entitat singular de població                    | 53 hab                                           | 41° 56′ 38″ N, 1° 52′ 50″ E / 41.94393795°N,1.88042154°E 393 msnm                                         |                                            |                     | Modifica les dades a Wikidata |
|        | Puig-reig           | Puig-reig | entitat singular de població capital municipal  | 3885 hab                                         | 41° 58′ 20″ N, 1° 52′ 47″ E / 41.97221278°N,1.87984232°E 431 msnm                                         |                                            |                     | Modifica les dades a Wikidata |
|        | Viladomiu           | Puig-reig | entitat singular de població                    | 51 hab                                           | 41° 57′ 29″ N, 1° 52′ 55″ E / 41.95792672°N,1.881834196°E 410 msnm                                        |                                            |                     | Modifica les dades a Wikidata |
|        | l'Ametlla de Merola | Puig-reig | entitat singular de població colònia tèxtil     | Estil: arquitectura popular 19th century 183 hab | 41° 54′ 29″ N, 1° 52′ 57″ E / 41.9080673°N,1.88251908°E ca:km 75,5 de l'antiga carretera C-1411a 326 msnm | bé integrant del patrimoni cultural català | L'Ametlla de Merola | Modifica les dades a Wikidata |

## església
| imatge | Nom                                          | Ubicat a                      | instància de                      | Detalls                                                                                | coordenades | Protecció                                  | Commons (més fotos)                            | Dades a WD                    |
| ------ | -------------------------------------------- | ----------------------------- | --------------------------------- | -------------------------------------------------------------------------------------- | --- | ------------------------------------------ | ---------------------------------------------- | ----------------------------- |
|        | Mare de Déu de Montserrat de Cal Prat        | Puig-reig                     | església                          | Estil: historicisme arquitectònic 1882 Anomenat per: Mare de Déu de Montserrat         | 41° 59′ 15″ N, 1° 53′ 16″ E / 41.9875°N,1.88791°E ca:Plaça de l'Església, Colònia Prat, 08692-Puig-reig                    | bé integrant del patrimoni cultural català | Cal Prat (Puig-reig)                           | Modifica les dades a Wikidata |
|        | Mare de Déu de Montserrat de Cal Riera       | Cal Riera                     | església                          | Estil: historicisme arquitectònic 20th century Anomenat per: Mare de Déu de Montserrat | 41° 55′ 56″ N, 1° 52′ 44″ E / 41.9322°N,1.879°E ca:Carrer de Sant Antoni                                                   | bé integrant del patrimoni cultural català | Mare de Déu de Montserrat de Cal Riera         | Modifica les dades a Wikidata |
|        | Mare de Déu del Carme de Periques            | Puig-reig                     | església                          |                                                                                        | 41° 58′ 39″ N, 1° 53′ 07″ E / 41.9775°N,1.88541°E ca:Periques                                                              | bé integrant del patrimoni cultural català | Mare de Déu del Carme de Periques              | Modifica les dades a Wikidata |
|        | Mare de Déu del Roser                        | Puig-reig                     | església edifici històric capella | Estil: arquitectura popular                                                            | 41° 59′ 18″ N, 1° 50′ 42″ E / 41.9882°N,1.84487°E 642 msnm                                                                 | bé integrant del patrimoni cultural català | Mare de Déu del Roser de Puig-reig             | Modifica les dades a Wikidata |
|        | Sant Andreu de Cal Pallot                    | Puig-reig                     | església                          | Estil: arquitectura romànica 12nd century                                              | 41° 58′ 20″ N, 1° 54′ 37″ E / 41.9723°N,1.91014°E ca:Cal Pallot                                                            | bé integrant del patrimoni cultural català | Sant Andreu de Cal Pallot                      | Modifica les dades a Wikidata |
|        | Sant Joan Degollat de Puig-reig              | Puig-reig                     | església                          | Estil: arquitectura romànica                                                           | 41° 59′ 46″ N, 1° 52′ 31″ E / 41.996148°N,1.875403°E 558 msnm                                                              | bé integrant del patrimoni cultural català | Sant Joan Degollat de Puig-reig                | Modifica les dades a Wikidata |
|        | Sant Josep de la Colònia Pons                | Puig-reig                     | església                          | Estil: historicisme arquitectònic neogòtic 1987                                        | 41° 57′ 59″ N, 1° 53′ 10″ E / 41.9664°N,1.88623°E ca:Plaça de l'Església s/n, Colonia Pons, 08692-Puig-reig                |                                            | Església de Sant Josep de Cal Pons (Puig-reig) | Modifica les dades a Wikidata |
|        | Sant Martí de Puig-reig                      | Puig-reig                     | església                          | Estil: arquitectura romànica 12nd century                                              | 41° 58′ 15″ N, 1° 52′ 53″ E / 41.9708°N,1.88139°E ca:Carrer de l'Església s/n, 08692-Puig-reig                             | bé integrant del patrimoni cultural català | Sant Martí de Puig-reig                        | Modifica les dades a Wikidata |
|        | Sant Marçal de Puig-reig                     | Puig-reig                     | església                          | Estil: arquitectura romànica arquitectura popular                                      | 41° 59′ 39″ N, 1° 51′ 34″ E / 41.9943°N,1.85954°E                                                                          | bé integrant del patrimoni cultural català | Sant Marçal de Puig-reig                       | Modifica les dades a Wikidata |
|        | Sant Mateu de l'Ametlla de Merola            | Puig-reig l'Ametlla de Merola | església                          | Estil: historicisme arquitectònic 1882                                                 | 41° 54′ 30″ N, 1° 53′ 02″ E / 41.9082°N,1.88388°E ca:Plaça de l'Església , 08672- L'Ametlla de Merola                      | bé integrant del patrimoni cultural català | Sant Mateu de l'Ametlla de Merola              | Modifica les dades a Wikidata |
|        | Sant Miquel de la Cortada                    | Puig-reig                     | església                          | Estil: arquitectura romànica                                                           | 41° 56′ 43″ N, 1° 53′ 28″ E / 41.9453°N,1.89111°E ca:La Cortada                                                            | bé integrant del patrimoni cultural català | Sant Miquel de la Cortada                      | Modifica les dades a Wikidata |
|        | Sant Sadurní de Fonollet                     | Puig-reig                     | església                          | Estil: arquitectura romànica                                                           | 41° 59′ 29″ N, 1° 50′ 01″ E / 41.9913°N,1.83366°E 579 msnm                                                                 | bé integrant del patrimoni cultural català | Sant Sadurní de Fonollet                       | Modifica les dades a Wikidata |
|        | Santa Rita                                   | Puig-reig                     | església                          |                                                                                        | 41° 59′ 58″ N, 1° 51′ 09″ E / 41.9994223811184°N,1.85242461710932°E ca:El Lledó 590 msnm                                   |                                            |                                                | Modifica les dades a Wikidata |
|        | església nova de Sant Martí                  | Puig-reig                     | església església parroquial      |                                                                                        | 41° 58′ 16″ N, 1° 52′ 54″ E / 41.97112916069358°N,1.8815535306930544°E                                                     |                                            |                                                | Modifica les dades a Wikidata |
|        | església parroquial de Santa Maria de Merola | Puig-reig                     | església església parroquial      | Estil: arquitectura barroca                                                            | 41° 55′ 53″ N, 1° 52′ 16″ E / 41.9314°N,1.87098°E                                                                          | bé integrant del patrimoni cultural català | Santa Maria de Merola                          | Modifica les dades a Wikidata |
|        | església vella de Santa Maria de Merola      | Puig-reig                     | església                          | Estil: arquitectura romànica                                                           | 41° 56′ 50″ N, 1° 51′ 20″ E / 41.9472°N,1.8555°E                                                                           | bé integrant del patrimoni cultural català | Església vella de Santa Maria de Merola        | Modifica les dades a Wikidata |
|        | l'Assumpció                                  | Puig-reig                     | església                          |                                                                                        | 41° 57′ 29″ N, 1° 52′ 55″ E / 41.9581768361114°N,1.88206443597962°E                                                        |                                            |                                                | Modifica les dades a Wikidata |
|        | la Immaculada de Cal Vidal                   | Puig-reig                     | església                          | 1946                                                                                   | 41° 56′ 41″ N, 1° 52′ 53″ E / 41.944801°N,1.881307°E ca:Plaça de la Purissima Concepció s/n Colonia Vidal, 08692-Puig-reig |                                            | Església de la Immaculada de Cal Vidal         | Modifica les dades a Wikidata |

## masia
| imatge | Nom                      | Ubicat a  | instància de     | Detalls                                  | coordenades | Protecció                                  | Commons (més fotos)            | Dades a WD                    |
| ------ | ------------------------ | --------- | ---------------- | ---------------------------------------- | --- | ------------------------------------------ | ------------------------------ | ----------------------------- |
|        | Ca l'Escaler             | Puig-reig | masia            |                                          | 41° 57′ 06″ N, 1° 51′ 53″ E / 41.951530694445°N,1.86469793908057°E                                                                 |                                            |                                | Modifica les dades a Wikidata |
|        | Cal Baucells             | Puig-reig | masia            |                                          | 41° 59′ 31″ N, 1° 53′ 24″ E / 41.9919474581776°N,1.89002128352967°E                                                                |                                            |                                | Modifica les dades a Wikidata |
|        | Cal Becs                 | Puig-reig | masia            | Estil: arquitectura popular              | 41° 57′ 41″ N, 1° 54′ 22″ E / 41.9614°N,1.90608°E                                                                                  | bé integrant del patrimoni cultural català | Cal Becs (Puig-reig)           | Modifica les dades a Wikidata |
|        | Cal Bonhome              | Puig-reig | masia            |                                          | 41° 59′ 54″ N, 1° 52′ 14″ E / 41.9982237728306°N,1.87050906089239°E ca:Morulls                                                     |                                            |                                | Modifica les dades a Wikidata |
|        | Cal Cigala               | Puig-reig | masia            |                                          | 41° 59′ 26″ N, 1° 52′ 44″ E / 41.9905774235952°N,1.87879333227367°E                                                                |                                            |                                | Modifica les dades a Wikidata |
|        | Cal Circuns              | Puig-reig | masia            |                                          | 41° 56′ 25″ N, 1° 51′ 45″ E / 41.9403135075052°N,1.8624722520728°E                                                                 |                                            |                                | Modifica les dades a Wikidata |
|        | Cal Criba                | Puig-reig | masia            |                                          | 41° 58′ 47″ N, 1° 51′ 38″ E / 41.9796612164481°N,1.86046852145992°E                                                                |                                            |                                | Modifica les dades a Wikidata |
|        | Cal Cua                  | Puig-reig | masia            |                                          | 41° 59′ 49″ N, 1° 51′ 48″ E / 41.9969364878788°N,1.86327541583117°E                                                                |                                            |                                | Modifica les dades a Wikidata |
|        | Cal Divins               | Puig-reig | masia            |                                          | 41° 55′ 20″ N, 1° 51′ 45″ E / 41.9221483964053°N,1.86258997033299°E                                                                |                                            |                                | Modifica les dades a Wikidata |
|        | Cal Feliu                | Puig-reig | masia            | Estil: arquitectura popular              | 41° 57′ 49″ N, 1° 52′ 07″ E / 41.9635°N,1.86866°E                                                                                  | bé integrant del patrimoni cultural català | Cal Feliu (Puig-reig)          | Modifica les dades a Wikidata |
|        | Cal Flor                 | Puig-reig | masia            | Estil: arquitectura popular              | 41° 57′ 01″ N, 1° 51′ 51″ E / 41.9501475641°N,1.86417955732874°E ca:Merola                                                         |                                            |                                | Modifica les dades a Wikidata |
|        | Cal Fuster               | Puig-reig | masia            |                                          | 41° 59′ 28″ N, 1° 50′ 07″ E / 41.9909829264705°N,1.83539670105638°E                                                                |                                            |                                | Modifica les dades a Wikidata |
|        | Cal Lluent               | Puig-reig | masia            |                                          | 41° 59′ 52″ N, 1° 51′ 52″ E / 41.9976781917908°N,1.86450584026833°E                                                                |                                            |                                | Modifica les dades a Wikidata |
|        | Cal Martinet             | Puig-reig | masia            |                                          | 41° 58′ 11″ N, 1° 51′ 44″ E / 41.9698262268002°N,1.86229726602895°E ca:Merola                                                      |                                            |                                | Modifica les dades a Wikidata |
|        | Cal Mixó                 | Puig-reig | masia            |                                          | 41° 57′ 52″ N, 1° 50′ 30″ E / 41.9643226911377°N,1.84153009708389°E                                                                |                                            |                                | Modifica les dades a Wikidata |
|        | Cal Morulls              | Puig-reig | masia            |                                          | 41° 59′ 45″ N, 1° 52′ 12″ E / 41.9957413605285°N,1.86993720328837°E                                                                |                                            |                                | Modifica les dades a Wikidata |
|        | Cal Nissó                | Puig-reig | masia            |                                          | 41° 54′ 59″ N, 1° 52′ 45″ E / 41.9164656261197°N,1.87911485462295°E                                                                |                                            |                                | Modifica les dades a Wikidata |
|        | Cal Pallot               | Puig-reig | masia            | Estil: arquitectura popular              | 41° 58′ 24″ N, 1° 54′ 36″ E / 41.973468°N,1.910056°E                                                                               | bé integrant del patrimoni cultural català | Cal Pallot                     | Modifica les dades a Wikidata |
|        | Cal Picarol              | Puig-reig | masia            |                                          | 41° 58′ 09″ N, 1° 50′ 19″ E / 41.9691914685097°N,1.83848505915813°E                                                                |                                            |                                | Modifica les dades a Wikidata |
|        | Cal Pitre                | Puig-reig | masia            | Estil: arquitectura popular 19th century | 41° 58′ 12″ N, 1° 51′ 32″ E / 41.9699364103825°N,1.8588798378553°E ca:Tresserra                                                    |                                            |                                | Modifica les dades a Wikidata |
|        | Cal Rovira               | Puig-reig | masia            |                                          | 41° 59′ 34″ N, 1° 53′ 20″ E / 41.9928834054882°N,1.88901502291083°E                                                                |                                            |                                | Modifica les dades a Wikidata |
|        | Cal Saginer              | Puig-reig | masia            |                                          | 41° 57′ 17″ N, 1° 52′ 46″ E / 41.9546106936901°N,1.879339541325°E                                                                  |                                            |                                | Modifica les dades a Wikidata |
|        | Cal Saltet               | Puig-reig | masia            |                                          | 41° 57′ 40″ N, 1° 53′ 06″ E / 41.9609790122909°N,1.88495982570368°E ca:Ctra. C-16, Km. 81, Polígon Ind. cal Saltet 08692 Puig-reig |                                            |                                | Modifica les dades a Wikidata |
|        | Cal Sastre               | Puig-reig | masia            |                                          | 41° 58′ 21″ N, 1° 52′ 38″ E / 41.9724399659925°N,1.87712008415868°E                                                                |                                            |                                | Modifica les dades a Wikidata |
|        | Cal Seguers              | Puig-reig | masia            |                                          | 41° 57′ 53″ N, 1° 52′ 34″ E / 41.9647668072657°N,1.87624114649441°E                                                                |                                            |                                | Modifica les dades a Wikidata |
|        | Cal Serramorena          | Puig-reig | masia            |                                          | 41° 58′ 00″ N, 1° 52′ 32″ E / 41.966723040907°N,1.87550680929596°E                                                                 |                                            |                                | Modifica les dades a Wikidata |
|        | Cal Terranquer           | Puig-reig | masia            |                                          | 41° 59′ 40″ N, 1° 49′ 53″ E / 41.9944288986954°N,1.83150660394614°E ca:Fonollet                                                    |                                            |                                | Modifica les dades a Wikidata |
|        | Cal Trasserra            | Puig-reig | masia            | Estil: arquitectura popular              | 41° 58′ 24″ N, 1° 51′ 49″ E / 41.9732°N,1.86367°E                                                                                  | bé integrant del patrimoni cultural català | Cal Tresserra (Puig-reig)      | Modifica les dades a Wikidata |
|        | Cal Visó                 | Puig-reig | masia            |                                          | 42° 00′ 08″ N, 1° 50′ 49″ E / 42.0021777778°N,1.84701388889°E 616 msnm                                                             |                                            |                                | Modifica les dades a Wikidata |
|        | Casa Gran de Cal Gregori | Puig-reig | masia            |                                          | 41° 56′ 11″ N, 1° 52′ 30″ E / 41.9365273909219°N,1.87492771993277°E                                                                |                                            |                                | Modifica les dades a Wikidata |
|        | Casa Gran de Cal Riera   | Cal Riera | masia            | Estil: arquitectura popular              | 41° 55′ 47″ N, 1° 52′ 49″ E / 41.9297°N,1.88019°E                                                                                  | bé integrant del patrimoni cultural català | Casa Gran de Cal Riera         | Modifica les dades a Wikidata |
|        | Casa del Puntes          | Puig-reig | masia            |                                          | 41° 54′ 36″ N, 1° 52′ 46″ E / 41.9099199937782°N,1.87933790210282°E                                                                |                                            |                                | Modifica les dades a Wikidata |
|        | Casanova de Merola       | Puig-reig | masia            |                                          | 41° 56′ 46″ N, 1° 51′ 59″ E / 41.9461353894908°N,1.8664826791699°E                                                                 |                                            |                                | Modifica les dades a Wikidata |
|        | Casanova de la Cortada   | Puig-reig | masia            |                                          | 41° 56′ 52″ N, 1° 53′ 23″ E / 41.9478759708674°N,1.8897607136442°E                                                                 |                                            |                                | Modifica les dades a Wikidata |
|        | Cases de la Serra        | Puig-reig | masia            |                                          | 41° 58′ 54″ N, 1° 52′ 25″ E / 41.9816016400051°N,1.8736516602967°E                                                                 |                                            |                                | Modifica les dades a Wikidata |
|        | Ferriols                 | Puig-reig | masia            |                                          | 41° 57′ 36″ N, 1° 51′ 59″ E / 41.96°N,1.86647°E                                                                                    | bé integrant del patrimoni cultural català | Cal Farriols (Puig-reig)       | Modifica les dades a Wikidata |
|        | Filomera                 | Puig-reig | masia            |                                          | 41° 58′ 36″ N, 1° 50′ 52″ E / 41.9766889368514°N,1.84782381117604°E                                                                |                                            |                                | Modifica les dades a Wikidata |
|        | Hostal de Ferriols       | Puig-reig | masia            | Estil: arquitectura popular              | 41° 57′ 32″ N, 1° 51′ 59″ E / 41.9589°N,1.86643°E                                                                                  | bé integrant del patrimoni cultural català | Hostal de Farriols             | Modifica les dades a Wikidata |
|        | Llardenosa               | Puig-reig | masia            |                                          | 41° 56′ 36″ N, 1° 53′ 33″ E / 41.9434266679215°N,1.89255226883036°E                                                                |                                            |                                | Modifica les dades a Wikidata |
|        | Mas Sobirana             | Puig-reig | masia            | Estil: arquitectura popular              | 41° 56′ 44″ N, 1° 51′ 23″ E / 41.9456°N,1.85639°E                                                                                  | bé integrant del patrimoni cultural català |                                | Modifica les dades a Wikidata |
|        | Mas el Soler de Geumar   | Puig-reig | masia            | Estil: arquitectura popular              | 41° 57′ 50″ N, 1° 51′ 08″ E / 41.964°N,1.85233°E                                                                                   | bé integrant del patrimoni cultural català | El Soler de Jaumàs (Puig-reig) | Modifica les dades a Wikidata |
|        | Masia el Lledó           | Puig-reig | masia casa forta | Estil: arquitectura popular              | 41° 59′ 58″ N, 1° 51′ 10″ E / 41.9994°N,1.8528°E                                                                                   | bé integrant del patrimoni cultural català |                                | Modifica les dades a Wikidata |
|        | Periques                 | Puig-reig | masia            | Estil: arquitectura gòtica               | 41° 58′ 38″ N, 1° 53′ 06″ E / 41.9772°N,1.88511°E                                                                                  | bé integrant del patrimoni cultural català | Casa Periques (Puig-reig)      | Modifica les dades a Wikidata |
|        | Sobiraneta               | Puig-reig | masia            |                                          | 41° 57′ 04″ N, 1° 51′ 05″ E / 41.951223527385°N,1.8514633709784°E ca:Merola                                                        |                                            |                                | Modifica les dades a Wikidata |
|        | Trulls                   | Puig-reig | masia            |                                          | 41° 59′ 21″ N, 1° 50′ 06″ E / 41.9892215972321°N,1.83489762322321°E ca:Fonollet                                                    |                                            |                                | Modifica les dades a Wikidata |
|        | Vila-rasa                | Puig-reig | masia            |                                          | 41° 59′ 11″ N, 1° 51′ 22″ E / 41.9862659023355°N,1.85623422519886°E                                                                |                                            |                                | Modifica les dades a Wikidata |
|        | el Bardaix               | Puig-reig | masia            |                                          | 41° 57′ 37″ N, 1° 53′ 37″ E / 41.9603957566844°N,1.89356169976334°E                                                                |                                            |                                | Modifica les dades a Wikidata |
|        | el Cobert                | Puig-reig | masia            |                                          | 41° 59′ 29″ N, 1° 49′ 55″ E / 41.9914068479469°N,1.83191199652305°E                                                                |                                            |                                | Modifica les dades a Wikidata |
|        | el Grapal                | Puig-reig | masia            |                                          | 41° 54′ 50″ N, 1° 52′ 47″ E / 41.9138151298358°N,1.87977620439722°E                                                                |                                            |                                | Modifica les dades a Wikidata |
|        | el Mas                   | Puig-reig | masia            |                                          | 41° 59′ 26″ N, 1° 50′ 15″ E / 41.9906446350668°N,1.83756387993296°E                                                                |                                            |                                | Modifica les dades a Wikidata |
|        | el Polvorer              | Puig-reig | masia            |                                          | 41° 59′ 28″ N, 1° 49′ 56″ E / 41.9911771442368°N,1.83235081716161°E                                                                |                                            |                                | Modifica les dades a Wikidata |
|        | el Puig                  | Puig-reig | masia            |                                          | 41° 59′ 36″ N, 1° 50′ 27″ E / 41.9932534636073°N,1.84082445806326°E ca:Fonollet                                                    |                                            |                                | Modifica les dades a Wikidata |
|        | el Verdeguer             | Puig-reig | masia            |                                          | 41° 59′ 15″ N, 1° 50′ 00″ E / 41.9876105801992°N,1.83323690636723°E                                                                |                                            |                                | Modifica les dades a Wikidata |
|        | el Vilar                 | Puig-reig | masia            |                                          | 41° 57′ 26″ N, 1° 54′ 11″ E / 41.9572703378055°N,1.90293104128256°E ca:La Cortada                                                  |                                            |                                | Modifica les dades a Wikidata |
|        | l'Alzina de Merola       | Puig-reig | masia            |                                          | 41° 55′ 07″ N, 1° 52′ 38″ E / 41.9185732696362°N,1.87728116124485°E                                                                |                                            |                                | Modifica les dades a Wikidata |
|        | l'Hostal Nou             | Puig-reig | masia            |                                          | 42° 00′ 04″ N, 1° 50′ 36″ E / 42.0010964470451°N,1.84333852967138°E                                                                |                                            |                                | Modifica les dades a Wikidata |
|        | la Casanova de Trulls    | Puig-reig | masia            |                                          | 41° 59′ 47″ N, 1° 50′ 03″ E / 41.9963744171566°N,1.83417553637995°E ca:Fonollet                                                    |                                            |                                | Modifica les dades a Wikidata |
|        | la Caseta Negra          | Puig-reig | masia            |                                          | 41° 58′ 31″ N, 1° 54′ 35″ E / 41.9752499465402°N,1.90981610791705°E                                                                |                                            |                                | Modifica les dades a Wikidata |
|        | la Cervereta             | Puig-reig | masia            |                                          | 41° 59′ 51″ N, 1° 49′ 54″ E / 41.9974283564437°N,1.8315362461928°E                                                                 |                                            |                                | Modifica les dades a Wikidata |
|        | la Cortada               | Puig-reig | masia            | Estil: arquitectura popular              | 41° 56′ 44″ N, 1° 53′ 28″ E / 41.9456°N,1.8912°E                                                                                   | bé integrant del patrimoni cultural català | Mas la Cortada                 | Modifica les dades a Wikidata |
|        | la Frau                  | Puig-reig | masia            | Estil: arquitectura popular              | 41° 57′ 05″ N, 1° 52′ 17″ E / 41.9514805931269°N,1.8714915971664°E                                                                 |                                            |                                | Modifica les dades a Wikidata |
|        | la Garsa                 | Puig-reig | masia            |                                          | 41° 56′ 45″ N, 1° 52′ 40″ E / 41.9457427359919°N,1.8778541384595°E ca:Cal Vidal                                                    |                                            |                                | Modifica les dades a Wikidata |
|        | la Granja                | Puig-reig | masia            |                                          | 41° 57′ 27″ N, 1° 52′ 43″ E / 41.9576385489162°N,1.87858663328047°E                                                                |                                            |                                | Modifica les dades a Wikidata |
|        | la Llardenosa            | Puig-reig | masia            |                                          | 41° 56′ 37″ N, 1° 53′ 23″ E / 41.943515189302°N,1.88959510171995°E                                                                 |                                            |                                | Modifica les dades a Wikidata |
|        | la Madrona               | Puig-reig | masia            |                                          | 41° 59′ 35″ N, 1° 50′ 42″ E / 41.9929970701812°N,1.84487361222515°E                                                                |                                            |                                | Modifica les dades a Wikidata |
|        | la Roca de la Reia       | Puig-reig | masia            |                                          | 41° 58′ 36″ N, 1° 51′ 21″ E / 41.9767785728779°N,1.85588500707661°E                                                                |                                            |                                | Modifica les dades a Wikidata |
|        | la Serra de Cap de Costa | Puig-reig | masia            | Estil: arquitectura popular              | 41° 58′ 53″ N, 1° 52′ 25″ E / 41.981503°N,1.873512°E                                                                               | bé integrant del patrimoni cultural català | Masia Serra de Cap de Costa    | Modifica les dades a Wikidata |
|        | la Serreta               | Puig-reig | masia            | Estil: arquitectura popular              | 41° 56′ 03″ N, 1° 53′ 00″ E / 41.93412°N,1.88346°E ca:La Cortada                                                                   |                                            |                                | Modifica les dades a Wikidata |
|        | la Taverna               | Puig-reig | masia            |                                          | 41° 57′ 48″ N, 1° 54′ 32″ E / 41.9632628708287°N,1.90893441672606°E                                                                |                                            |                                | Modifica les dades a Wikidata |
|        | les Comes                | Puig-reig | masia            |                                          | 41° 58′ 21″ N, 1° 53′ 26″ E / 41.972494444444°N,1.8906472222222°E 423 msnm                                                         |                                            | Mas Les Comes (Puig-reig)      | Modifica les dades a Wikidata |
|        | les Feixetes             | Puig-reig | masia            |                                          | 41° 56′ 51″ N, 1° 53′ 21″ E / 41.9473933354855°N,1.88921411954683°E                                                                |                                            |                                | Modifica les dades a Wikidata |

## molí d'aigua
| imatge | Nom                | Ubicat a  | instància de | Detalls                                  | coordenades                                                                         | Protecció                                  | Commons (més fotos) | Dades a WD                    |
| ------ | ------------------ | --------- | ------------ | ---------------------------------------- | ----------------------------------------------------------------------------------- | ------------------------------------------ | ------------------- | ----------------------------- |
|        | molí de Cal Pallot | Puig-reig | molí d'aigua | Estil: arquitectura gòtica               | 41° 58′ 24″ N, 1° 54′ 39″ E / 41.9733°N,1.91076°E ca:Cal Pallot                     | bé integrant del patrimoni cultural català |                     | Modifica les dades a Wikidata |
|        | molí del Lledó     | Puig-reig | molí d'aigua | Estil: arquitectura popular 17th century | 41° 59′ 47″ N, 1° 51′ 24″ E / 41.9964°N,1.85655°E ca:Sant Marçal, el Lladó 560 msnm | bé integrant del patrimoni cultural català | Molí del Lledó      | Modifica les dades a Wikidata |
|        | molí del Vilaró    | Puig-reig | molí d'aigua | Estil: arquitectura popular              | 41° 56′ 39″ N, 1° 54′ 06″ E / 41.9443°N,1.90175°E                                   | bé integrant del patrimoni cultural català |                     | Modifica les dades a Wikidata |

## muntanya
| imatge | Nom                  | Ubicat a            | instància de | Detalls | coordenades                                                         | Protecció | Commons (més fotos)  | Dades a WD                    |
| ------ | -------------------- | ------------------- | ------------ | ------- | ------------------------------------------------------------------- | --------- | -------------------- | ----------------------------- |
|        | Roca del Turó        | Puig-reig           | muntanya     |         | 41° 58′ 19″ N, 1° 52′ 15″ E / 41.972°N,1.87097222°E 556.6 msnm      |           |                      | Modifica les dades a Wikidata |
|        | Sant Genís           | Puig-reig Navàs     | muntanya     |         | 41° 54′ 52″ N, 1° 51′ 54″ E / 41.9145°N,1.86505°E 560.6 msnm        |           |                      | Modifica les dades a Wikidata |
|        | Serrat Rodó          | Puig-reig           | muntanya     |         | 41° 57′ 35″ N, 1° 53′ 56″ E / 41.95963889°N,1.89883333°E 551.6 msnm |           |                      | Modifica les dades a Wikidata |
|        | Serrat de Puigsec    | Puig-reig           | muntanya     |         | 41° 56′ 44″ N, 1° 51′ 43″ E / 41.9455°N,1.862°E 478 msnm            |           |                      | Modifica les dades a Wikidata |
|        | Serrat de la Madrona | Puig-reig           | muntanya     |         | 41° 59′ 26″ N, 1° 50′ 36″ E / 41.990488°N,1.843372°E 682 msnm       |           | Serrat de la Madrona | Modifica les dades a Wikidata |
|        | Tossal d'Irene       | Puig-reig Casserres | muntanya     |         | 42° 00′ 12″ N, 1° 51′ 46″ E / 42.0033°N,1.86286°E 622.1 msnm        |           |                      | Modifica les dades a Wikidata |
|        | Turó de la Senyera   | Puig-reig           | muntanya     |         | 41° 58′ 24″ N, 1° 52′ 07″ E / 41.97330556°N,1.86855556°E 582.1 msnm |           |                      | Modifica les dades a Wikidata |
|        | el Rocam             | Puig-reig           | muntanya     |         | 41° 55′ 20″ N, 1° 51′ 45″ E / 41.92222222°N,1.86261111°E 752.9 msnm |           |                      | Modifica les dades a Wikidata |

## nucli de població
| imatge | Nom                      | Ubicat a  | instància de      | Detalls                     | coordenades                                                       | Protecció                                  | Commons (més fotos)  | Dades a WD                    |
| ------ | ------------------------ | --------- | ----------------- | --------------------------- | ----------------------------------------------------------------- | ------------------------------------------ | -------------------- | ----------------------------- |
|        | Colònia Prat             | Puig-reig | nucli de població | Estil: arquitectura popular | 41° 59′ 15″ N, 1° 53′ 13″ E / 41.9876°N,1.88703°E                 | bé integrant del patrimoni cultural català | Cal Prat (Puig-reig) | Modifica les dades a Wikidata |
|        | Colònia Vidal            | Puig-reig | nucli de població |                             | 41° 56′ 36″ N, 1° 52′ 44″ E / 41.94333333°N,1.87888889°E          | bé integrant del patrimoni cultural català | Colònia Vidal        | Modifica les dades a Wikidata |
|        | Sant Sadurní de Fonollet | Puig-reig | nucli de població |                             | 41° 59′ 23″ N, 1° 49′ 36″ E / 41.989699984827°N,1.8266270810174°E |                                            |                      | Modifica les dades a Wikidata |
|        | Santa Maria de Merola    | Puig-reig | nucli de població |                             | 41° 56′ 00″ N, 1° 52′ 03″ E / 41.933369534469°N,1.8674640881199°E |                                            |                      | Modifica les dades a Wikidata |
|        | el Grapal                | Puig-reig | nucli de població |                             | 41° 54′ 52″ N, 1° 52′ 26″ E / 41.914518449158°N,1.8738265737242°E |                                            |                      | Modifica les dades a Wikidata |

## polígon industrial
| imatge | Nom                                    | Ubicat a  | instància de       | Detalls | coordenades                                                         | Protecció | Commons (més fotos) | Dades a WD                    |
| ------ | -------------------------------------- | --------- | ------------------ | ------- | ------------------------------------------------------------------- | --------- | ------------------- | ----------------------------- |
|        | Polígon industrial Cal Marçal          | Puig-reig | polígon industrial |         | 41° 57′ 26″ N, 1° 52′ 54″ E / 41.957218190646°N,1.88165886845354°E  |           |                     | Modifica les dades a Wikidata |
|        | Polígon industrial Cal Prat            | Puig-reig | polígon industrial |         | 41° 58′ 54″ N, 1° 52′ 57″ E / 41.981768326124°N,1.88241229144863°E  |           |                     | Modifica les dades a Wikidata |
|        | Polígon industrial Cal Vidal           | Puig-reig | polígon industrial |         | 41° 56′ 16″ N, 1° 52′ 43″ E / 41.9377244393473°N,1.87852549319268°E |           |                     | Modifica les dades a Wikidata |
|        | Polígon industrial El Saltet           | Puig-reig | polígon industrial |         | 41° 57′ 41″ N, 1° 53′ 04″ E / 41.9614505334034°N,1.88436031137939°E |           |                     | Modifica les dades a Wikidata |
|        | Polígon industrial L'Ametlla de Merola | Puig-reig | polígon industrial |         | 41° 54′ 27″ N, 1° 52′ 53″ E / 41.9074635773803°N,1.88143056175379°E |           |                     | Modifica les dades a Wikidata |
|        | Polígon industrial La Sala             | Puig-reig | polígon industrial |         | 41° 58′ 37″ N, 1° 52′ 22″ E / 41.9768657452222°N,1.87289021692524°E |           |                     | Modifica les dades a Wikidata |

## pont
| imatge | Nom                                                         | Ubicat a            | instància de  | Detalls                                                                                | coordenades                                                                                    | Protecció                                  | Commons (més fotos)             | Dades a WD                    |
| ------ | ----------------------------------------------------------- | ------------------- | ------------- | -------------------------------------------------------------------------------------- | ---------------------------------------------------------------------------------------------- | ------------------------------------------ | ------------------------------- | ----------------------------- |
|        | Palanca de l'Ametlla                                        | Gaià Puig-reig      | pont          | 1890 Travessa: Llobregat Llarg: 54m Ample: 2.45m                                       | 41° 54′ 40″ N, 1° 53′ 01″ E / 41.9110779652433°N,1.88356195611045°E ca:La palanca de l'Ametlla |                                            |                                 | Modifica les dades a Wikidata |
|        | Pont de Merola                                              | Puig-reig           | pont          | 18th century Estat: bon estat                                                          | 41° 55′ 55″ N, 1° 52′ 19″ E / 41.93198°N,1.87184°E ca:Merola                                   |                                            |                                 | Modifica les dades a Wikidata |
|        | Pont de Periques                                            | Puig-reig           | pont          | Estil: arquitectura gòtica Travessa: Llobregat Estat: bon estat Llarg: 63m Ample: 3.5m | 41° 58′ 40″ N, 1° 53′ 02″ E / 41.9777°N,1.88388°E ca:Periques                                  | bé integrant del patrimoni cultural català | Pont de Periques                | Modifica les dades a Wikidata |
|        | Pont de ferro de Cal Besa                                   | Puig-reig           | pont          | 1885 Estat: bon estat                                                                  | 41° 58′ 28″ N, 1° 52′ 44″ E / 41.97431°N,1.87889°E ca:Carrer Pau Casals 3                      |                                            |                                 | Modifica les dades a Wikidata |
|        | Pont de l'Alba                                              | Puig-reig           | pont          | 19th century Estat: bon estat                                                          | 41° 57′ 44″ N, 1° 52′ 50″ E / 41.96229°N,1.88047°E ca:Pont de l'Alba, Carretera C-1411         |                                            |                                 | Modifica les dades a Wikidata |
|        | Pont de l'antic ferrocarril de Manresa a la Pobla de Lillet | Puig-reig           | pont          | Estil: arquitectura popular 19th century                                               | 41° 57′ 19″ N, 1° 52′ 43″ E / 41.955293°N,1.8785977°E                                          | bé integrant del patrimoni cultural català |                                 | Modifica les dades a Wikidata |
|        | Pont de les Canals                                          | Puig-reig           | pont          | Estil: arquitectura popular 19th century Estat: malmès                                 | 41° 57′ 33″ N, 1° 54′ 20″ E / 41.9591°N,1.90547°E ca:Riera de Merlès, camí de Les Canals       |                                            |                                 | Modifica les dades a Wikidata |
|        | la Palanca                                                  | Puig-reig           | pont          | Travessa: Llobregat                                                                    | 41° 57′ 20″ N, 1° 52′ 51″ E / 41.9555990047988°N,1.88093908181299°E                            |                                            |                                 | Modifica les dades a Wikidata |
|        | viaducte del Lladó                                          | Puig-reig Casserres | pont viaducte | 2007 Hi passa: C-16 E09 Llarg: 190m Alt: 45m                                           | 41° 59′ 37″ N, 1° 53′ 02″ E / 41.993539731019254°N,1.8840265274047856°E                        |                                            | Viaductes del Torrent del Lladó | Modifica les dades a Wikidata |

## serra
| imatge | Nom                           | Ubicat a                    | instància de | Detalls | coordenades                                                         | Protecció | Commons (més fotos) | Dades a WD                    |
| ------ | ----------------------------- | --------------------------- | ------------ | ------- | ------------------------------------------------------------------- | --------- | ------------------- | ----------------------------- |
|        | Serra de Cap de Costa         | Puig-reig                   | serra        |         | 41° 59′ 07″ N, 1° 52′ 34″ E / 41.9854°N,1.87622°E 656.1 msnm        |           |                     | Modifica les dades a Wikidata |
|        | Serrat de la Tropa            | Puig-reig Viver i Serrateix | serra        |         | 41° 56′ 16″ N, 1° 51′ 27″ E / 41.9377°N,1.85742°E 536.9 msnm        |           |                     | Modifica les dades a Wikidata |
|        | serra alta de Palau           | Olvan Puig-reig Sagàs       | serra        |         | 42° 00′ 00″ N, 1° 53′ 39″ E / 42.0001°N,1.89419°E 596 msnm          |           |                     | Modifica les dades a Wikidata |
|        | serrat de l'Oca               | Puig-reig                   | serra        |         | 41° 58′ 24″ N, 1° 52′ 07″ E / 41.97330556°N,1.86855556°E 582.1 msnm |           |                     | Modifica les dades a Wikidata |
|        | serrat de la Cua de la Guilla | Puig-reig                   | serra        |         | 41° 58′ 30″ N, 1° 54′ 07″ E / 41.97505556°N,1.90186111°E 635.9 msnm |           |                     | Modifica les dades a Wikidata |

## viaducte
| imatge | Nom                   | Ubicat a  | instància de | Detalls                                                                   | coordenades                                                             | Protecció | Commons (més fotos) | Dades a WD                    |
| ------ | --------------------- | --------- | ------------ | ------------------------------------------------------------------------- | ----------------------------------------------------------------------- | --------- | ------------------- | ----------------------------- |
|        | Viaducte de Can Vidal | Puig-reig | viaducte     | Travessa: Llobregat Hi passa: C-16 Llarg: 123m Alt: 23m                   | 41° 57′ 08″ N, 1° 53′ 01″ E / 41.952145786120695°N,1.8836724758148196°E |           |                     | Modifica les dades a Wikidata |
|        | Viaducte de Puig-reig | Puig-reig | viaducte     | 2007 Travessa: Llobregat Hi passa: C-16 Llarg: 568m Ample: 23.8m Alt: 46m | 41° 58′ 55″ N, 1° 53′ 09″ E / 41.98196059199654°N,1.885710954666138°E   |           |                     | Modifica les dades a Wikidata |

## Misc
| imatge | Nom                            | Ubicat a                                                                          | instància de      | Detalls                                                   | coordenades                                                                                               | Protecció                                  | Commons (més fotos)  | Dades a WD                    |
| ------ | ------------------------------ | --------------------------------------------------------------------------------- | ----------------- | --------------------------------------------------------- | --- | ------------------------------------------ | -------------------- | ----------------------------- |
|        | Ajuntament de Puig-reig        | Puig-reig                                                                         | ajuntament        |                                                           | |                                            |                      | Modifica les dades a Wikidata |
|        | La Madrona                     | Puig-reig                                                                         | vèrtex geodèsic   | Alt: 1.2m                                                 | 41° 59′ 26″ N, 1° 50′ 36″ E / 41.990481°N,1.843422°E 684.741 msnm                                         |                                            |                      | Modifica les dades a Wikidata |
|        | Llobregat                      | Catalunya província de Barcelona Catalunya Central Àmbit Metropolità de Barcelona | riu               | Desemboca: mar Mediterrània Llarg: 175km Conca: 4948.3km² | 42° 16′ 57″ N, 2° 00′ 46″ E / 42.282412°N,2.012826°E 41° 18′ 08″ N, 2° 07′ 55″ E / 41.302248°N,2.131948°E |                                            | Llobregat            | Modifica les dades a Wikidata |
|        | barraca de Pere Roll           | Puig-reig                                                                         | barraca de vinya  | Estil: arquitectura popular 19th century                  | 41° 57′ 36″ N, 1° 53′ 13″ E / 41.96°N,1.88687°E ca:Variant de Puig-reig                                   | bé integrant del patrimoni cultural català | Barraca de Pere Roll | Modifica les dades a Wikidata |
|        | casa consistorial de Puig-reig | Puig-reig                                                                         | casa consistorial |                                                           | 41° 58′ 26″ N, 1° 52′ 45″ E / 41.9740189°N,1.8790426°E                                                    |                                            |                      | Modifica les dades a Wikidata |
|        | creu de Puig-reig              | Puig-reig                                                                         | creu de terme     |                                                           | 41° 58′ 25″ N, 1° 52′ 47″ E / 41.97363958942963°N,1.8798602922597905°E                                    |                                            |                      | Modifica les dades a Wikidata |
|        | riera de Merola                | Viver i Serrateix Casserres Puig-reig                                             | curs d'aigua      | Desemboca: Llobregat                                      | 41° 58′ 52″ N, 1° 46′ 56″ E / 41.981046°N,1.782164°E 41° 55′ 01″ N, 1° 53′ 09″ E / 41.91703°N,1.885707°E  |                                            | Riera de Merola      | Modifica les dades a Wikidata |